# جون إبرامز
جون إبرامز (بالإنجليزية: John Abrams)‏ هو لاعب هوكي الحقل نيوزيلندي، ولد في 10 سبتمبر 1934 في كرايستشرش في نيوزيلندا.

## وصلات خارجية
- جون إبرامز على موقع اللجنة الأولمبية الدولية (الإنجليزية)
- جون إبرامز على موقع أوليمبيديا (الإنجليزية)
- جون إبرامز على موقع اللجنة الأولمبية النيوزيلندية (الإنجليزية)